# Segestrioides
Genre
Synonymes
- Pertica Simon, 1903

Segestrioides est un  genre d'araignées aranéomorphes de la famille des Diguetidae.

## Distribution
Les espèces de ce genre se rencontrent au Chili, au Pérou et au Brésil.

## Liste des espèces
Selon World Spider Catalog (version 24, 09/03/2023) :
- Segestrioides badia (Simon, 1903)
- Segestrioides bicolor Keyserling, 1883
- Segestrioides copiapo Platnick, 1989
- Segestrioides tofo Platnick, 1989

## Systématique et taxinomie
Ce genre a été décrit par Keyserling en 1883 dans les Dysderidae. Il est placé dans les Sicariidae par Simon en 1893 puis dans les Diguetidae par Brignoli en 1983.
Pertica a été placé en synonymie par Brescovit et Rheims en 2005.

## Publication originale
- Keyserling, 1883 : « Neue Spinnen aus Amerika. IV. » Verhandlungen der kaiserlich-königlichen zoologisch-botanischen Gesellschaft in Wien, vol. 32, p. 195-226 (texte intégral).